# والریا واتکینا
والریا واتکینا (به انگلیسی: Valeria Vatkina) ژیمناست زادهٔ ۲۸ مارس ۱۹۸۱ میلادی اهل کشور بلاروس است.